# Ritual (álbum de Jon Hopkins)
Ritual (estilizado en mayúsculas) es el séptimo álbum de estudio del compositor-productor inglés Jon Hopkins. Fue publicado el 30 de agosto de 2024 a través del sello independiente Domino. Descrito como una “épica ceremonial”, contiene las contribuciones de colegas como Vylana, 7Rays, Ishq, Clark, Emma Smith, Daisy Vatalaro y Cherif Hashizume.
De manera anticipada, el álbum fue reproducido en su totalidad el 12 de mayo durante una presentación en la ICA de Londres. En la alineación del Festival de Glastonbury, también fue descrito como parte de una «experiencia inmersiva sonora».

## Concepto
A comienzos de 2022, Hopkins fue comisionado una banda sonora para la Dreamachine, un objeto de arte que fue modernizado por el equipo de Collective Act, esto para desarrollar experiencias trascendentales sin recurrir a drogas alucinógenas. Debido a esa experiencia, Hopkins decidió desarrollar una pieza más breve que se sintiera «ceremonial», siendo la génesis para el álbum. Con las bases ya sentadas, el proyecto siguió su curso, siendo finalmente desarrollando en la segunda mitad de 2023.

## Lista de canciones
| N.º   | Título                                                                       | Duración |  |
| 1.    | «Part I - Altar» (con Ishq)                                                  | 4:43     |  |
| 2.    | «Part II - Palace / Ilusion» (con Vylana)                                    | 7:41     |  |
| 3.    | «Part III - Transcend / Lament» (con Vylana)                                 | 3:30     |  |
| 4.    | «Part IV - The Veil» (con 7Rays, Ishq)                                       | 3:14     |  |
| 5.    | «Part V - Evocation» (con Ishq, Cherif Hashizume, 7Rays)                     | 4:55     |  |
| 6.    | «Part VI - Solar Goddess Return» (con Vylana, 7Rays, Ishq, Cherif Hashizume) | 4:48     |  |
| 7.    | «Part VII - Dissolution»                                                     | 6:37     |  |
| 8.    | «Part VIII - Nothing is Lost»                                                | 5:42     |  |
| 41:10 |                                                                              |          |  |

Notas
- Todas las canciones están estilizadas en minúsculas.

## Posicionamiento en listas
| Listas (2024)                    | Mejor posición |
| -------------------------------- | -------------- |
| Bélgica (Ultratop Flandes)       | 72             |
| Bélgica (Ultratop Wallonia)      | 101            |
| Escocia (Scottish Albums)        | 10             |
| Países Bajos (Album Top 100)     | 92             |
| Reino Unido (UK Albums)          | 51             |
| Reino Unido (Independent Albums) | 5              |